# Архиљевица
Архиљевица је село и манастир у средњовековној Србији чија локација је данас непозната.

### Историјски подаци и локација
Према повељи цара Душана манастиру Архиљевици из августа 1355. године, севастократор Дејан кога је назвао "брат царства ми севастократор Дејан" добија велики покрајине источно од Скопске Црне Горе. То укључује старе жупе (округе) Жеглигово и Прешево, који су били његове наследне земље. На основу повеље, метох манастира Архиљевице су сачињавала следећа баштинска села севастократора Дејана: село Подлешане са заселцима, село Архиљевица код цркве са заселцима, село Извор, село Рућинци, селиште Мокра Пољана, село Маисторије, селиште Маисторије Крупници, селиште Прусци, селиште Врдун, селиште Првево, селиште Деиково, селиште Враче, селиште Седлар, селиште Мекша и село Глаже. Укупно 9 села, 9 селишта и неколико заселка. Поред ових наведених Дејанових баштинских села која су потчињена манастиру Архиљевици, цар Душан је Архиљевици потчинио и села у околини Велбужда: цркву Госпођино поље са селом, село Козница Кричановска и село Строиково.
Након Дејанове смрти, његов син Константин Драгаш Дејановић са својом мајком Јевдокијом доноси посебан пропис или "закон" којима су се утврђивале обавезе потчињених људи на црквеним и манастирским поседима. То се, по свој прилици, збило 1379. године и у тој повељи су уписана и дарована Архиљевици следећа села: Архиљевица, Колицко, Ругинци, Извор, Подљешане, Бела Водица, Литијаница, Мокра Пољана, Глажња, Домановци, Злокућани, Деиковци, Крупинци, Скрлинци, Тудорци и Другошевци. Поред наведених, потчињена је и црква Госпођино Поље у Велбужду, затим село Козница Кричановска и село Строиково. По питању локативног одређења Архиљевице, изузетно је битан податак из исте повеље да су "царица" Јевдокија и господин Константин даривали још "и у Архиљевици другу нову цркву брзог помоћника светог Николе у Норчи, такође и с половином тога селишта Норча и са свим виноградима и са њивама и са млином и са ливадом у Прешеву те цркве".
Захваљујући пређашње наведеном, поуздано се може закључити да се село и баштинска црква/манастир Дејановића у Архиљевици налазио у непосредном суседству данашњег села Норче које се налази 1 km југозападно од Прешева, а да је као метох поседовала села која се простиру претежно на југозападу од ње (у пределу Скопске Црне Горе), као и села у Ћустендилском Крајишту.